# Davey Payne
Davey Payne (* 11. srpna 1944 Londýn) je anglický saxofonista. Byl členem doprovodné skupiny zpěváka Iana Duryho nazvané The Blockheads. S Durym pracoval od sedmdesátých let až do jeho smrti v roce 2000. Nahrál například sólo na zdvojený saxofon do hitového singlu „Hit Me With Your Rhythm Stick“ (1978). Dále spolupracoval například se skupinou City Boy či hudebníkem Wreckless Ericem. V šedesátých letech vystupoval s kapelou The People Band.